# 真空ダイヤグラム
『真空ダイヤグラム』(しんくうダイヤグラム、英： Vacuum Diagrams）は、英国の作家スティーヴン・バクスターによるSF小説短編集。この短編集は『ジーリー・クロニクル』の各長編を結び付け、ジーリーたちと人類の最後の歴史までを示している。各短編小説はそれぞれ独立しているが、各短編の間に「イヴ」という謎の女性の視点からの幕間が挿入される。冒頭の「プロローグ：イヴ」から始まり、各「時代」の間に発生する短い幕間で「イブ」が次の短編を軽く説明し、最後に「イヴ」自身の物語に戻る。『真空ダイヤグラム』は、1999年にフィリップ・K・ディック賞を受賞した。
短編集の最後には『ジーリー・クロニクル』の年表が提供されている。サイクル（1997年まで）のすべての短編小説と長編が記録され、各物語の注目すべき出来事が記載されている。
表題作である「真空ダイアグラム」は、この短編集の15番目の短編である。1990年に Interzone 誌で最初に掲載された。「真空ダイヤグラム」というタイトルは、宇宙における不確定性原理の違反と再主張を指す。西暦21124年に設定されているこの物語は、主人公がジーリーとして知られる銀河規模の建築者が作った構造物の上に、人類がテラフォーミングする試みと失敗に関する物語である。

## 収録作
短編集には雑誌掲載作が含まれている。
- プロローグ：イヴ
- 人類、拡張の時代
  - 太陽人（1993年発表）
  - 論理プール（1994年）
  - グース・サマー（1995年）
  - 黄金の繊毛（1994年）
  - リゼール （1993年）
- スクウィームによる人類支配の時代
  - パイロット （1993年）
  - ジーリー・フラワー（1987年）
  - 時間も距離も（1988年）
  - スイッチ（1990年）
- クワックスによる人類支配の時代
  - 青方偏移（1989年）
  - クァグマ・データ（1989年）
  - プランク・ゼロ（1992年）
- 人類、同化の時代
  - ゲーデルのヒマワリ（1992年）
  - 真空ダイヤグラム（1990年）
- 人類対ジーリー、最終闘争の時代
  - 密航者（1991年）
  - 天の圧制（1990年）
  - ヒーロー（1995年）
- ジーリー、他宇宙への飛翔
  - 秘史（1991年）
- フォティーノ・バードの最終勝利
  - 〈殻〉（1987年）
  - 八番目の部屋（1989年）
  - バリオンの支配者たち（1991年）
- エピローグ：イヴ

## 他言語版
日本語版がある 。 

## 参照資料
1. ↑  “1999 Award Winners & Nominees”. Worlds Without End. 2009年8月3日閲覧。
2. ↑  “Shinkū Daiyaguramu”. 2019年10月10日閲覧。